# Флоринская-Буданова, Александра Евгеньевна
Алекса́ндра Евге́ньевна Флори́нская-Буда́нова (род. 26 сентября 1977, Ленинград) — российская актриса театра и кино.

## Биография
Александра Флоринская (по паспорту Буданова) родилась 26 сентября 1977 года в Ленинграде. С 15 лет работала в Доме моделей. Окончив гимназию, ненадолго уехала в США.
В 1998 году окончила Санкт-Петербургскую академию театрального искусства. В 1997 году, ещё студенткой Театральной академии, вышла замуж за актёра Сергея Горобченко. В том же году стала мамой. Тогда же получила титул Вице-мисс Россия (по другим сведениям — заняла второе место в конкурсе «Супермодель России 1997»), была «лицом» косметической фирмы «Северное сияние».
Работала в Театре Комедии имени Акимова (Санкт-Петербург) и Театре Романа Виктюка.
До 2003 года указывалась в титрах как «Буданова».

## Семья
- Прадед по материнской линии — актёр Глеб Андреевич Флоринский, служил в первой труппе Николая Павловича Акимова в Театре Комедии[6].
- Бабушка по материнской линии — актриса Елена Глебовна Флоринская[6].
- Дед — режиссёр Лев Цуцульковский (муж бабушки, неродной дед).
- Дед по материнской линии — был оператором[7].
- Отец — Евгений Буданов — гитарист и режиссёр[2].
- Мама — Наталья — трудилась в сфере обслуживания[2].

### Личная жизнь
- Сожитель (брак не был зарегистрирован) — актёр Сергей Горобченко (1997—2003)
  - сын — Глеб Сергеевич Горобченко (род. 14 октября 1997)[2].
- Муж — телепродюсер Николай Билык (род. 1961) (делает программы для телевидения «Смак», «Исторические хроники с Николаем Сванидзе», документальный фильм о Третьяковской галерее)[7].
  - сын — Николай Николаевич Билык (род. 2005)[7]
  - дочь — Агата Николаевна Билык (род. 14 октября 2013)[8].

## Творчество

### Роли в кино
- 1994 — Посвящение в любовь — Оля Мещерская
- 1998 — Улицы разбитых фонарей 2 (серия «Ищу работу с риском») — Лена
- 1998 — Содержанка (короткометражный)
- 2000 — Агентство НЛС (серия 1) — «девушка для рекламы»
- 2001 — Убойная сила 2 (серия «Двойной угар») — Лиза
- 2001 — Люди и тени. Секреты кукольного театра — Паола
- 2001 — Кобра — Лидия
- 2001 — Русская красавица — Вероника
- 2001 — Memorabilia. Собрания памятных вещей — Coня
- 2002 — Светские хроники — Лора
- 2002 — Провинциалы — Маша
- 2002 — Налог на убийство (не был завершён)
- 2002 — Марш Турецкого 3 — Каткова (серия «Я убийца»)
- 2002 — Бригада — Анна
- 2003 — Удар лотоса 3: Загадка Сфинкса — купальщица
- 2003 — Спас под берёзами — Алла, хористка
- 2003 — Небо и земля — Лена (в титрах Буданова)
- 2003 — Каменская 3 — Марина, «Газель» (серия «Стилист», в титрах Буданова)
- 2003 — Игра без правил — Саша (в титрах Флоринская)
- 2004 — Стервы, или Странности любви — Ксения (в титрах Флоринская)
- 2004 — Слушатель — Раиса (в титрах Флоринская)
- 2004 — Моя мама — невеста — Марина, бывшая жена Ивановского
- 2003 — Игра без правил — Саша, любовница Шаха
- 2004 — Евлампия Романова 2 — Ангелина Брит (серия «Гадюка в сиропе»)
- 2004 — Дом у солёного озера (Казахстан) — Ивона Янускайте, литовка-ссыльная
- 2005 — Сумасбродка — Маргарита
- 2005 — Клоунов не убивают — Вероника
- 2005 — За всё тебя благодарю — Стелла
- 2006 — Капитанские дети — Ева Гринёва
- 2008 — Знахарь — Ангелина Николаевна Разина
- 2009 — Частный сыск полковника в отставке — Наташа Конышева, дочь олигарха
- 2010 — Братаны 2 — Марина
- 2010 — Счастье по контракту — Алина Белова
- 2010 — Анжелика — Марта
- 2011 — Краткий курс счастливой жизни — Светлана
- 2011 — Лучший друг семьи — Ангелина (роль озвучила Ольга Сухарева)
- 2012 — Большая ржака — Анжела
- 2012 — Братаны 3 — Марина
- 2012 — Счастливый билет (сериал) — Нина Осечкина
- 2014 — Мама Люба — Инга Вронская, телезвезда
- 2014 — Тайный город (сериал) — королева Всеслава
- 2015 — Бабий бунт, или Война в Новосёлково — Людмила Кораковская
- 2016 — Учитель в законе. Схватка — Лариса
- 2017—2023 — Ивановы-Ивановы (сериал) — Полина, светская львица и домохозяйка
- 2018 — Аниматор
- 2020 — Война семей (сериал) — Мария
- 2020 — За час до рассвета — Лиза, хозяйка борделя
- 2020 — Петербургский роман
- 2024 — Красные линии (сериал) — Клавдия

### Роли в театре

#### Театр комедии имени Н. П. Акимова
- 1998 — «Bлюблённыe». Режиссёр: T. Казаковa — Клopиндa
- 1998 — «Как важнo быть cepьёзным» O. Уайльда. Режиссёр: И. Maкapoв — Гвeндолен
- 2000 — «Деревенская жена» У. Уичерли. Режиссёр: Т.Казакова — Алитея

#### Театр Романа Виктюка
- «Давай займёмся сексом». Режиссёр: Роман Виктюк — Девушка
- «Мою жену зовут Морис» Раффи Шарта (фр. Raffy Shart). Режиссёр: Роман Виктюк — Любовница

#### Антреприза
- 2001 — «Я должен убрать президента». Режиссёр: А. Синотов — Луиза